# Ukrainische Basketballnationalmannschaft
Die ukrainische Basketballnationalmannschaft der Herren repräsentiert die Ukraine bei internationalen Basketball-Länderspielen.

## Geschichte
Die ukrainische Basketballnationalmannschaft wurde nach dem Zerfall der Sowjetunion 1992 gegründet. Zu den erfolgreichsten, aus der Ukraine stammenden Nationalspielern in der sowjetischen Auswahl zählten die Olympiasieger Anatolij Polywoda, Serhij Kowalenko, Olexandr Bilostinnyj und Oleksandr Wolkow sowie Wolodymyr Tkatschenko. Im Unterschied zur russischen Nationalmannschaft, die die direkte Nachfolge der erfolgreichen sowjetischen Auswahl antreten durfte, musste sich die ukrainische Auswahl zunächst über Vorrunden für die Teilnahme an Endrundenturnieren qualifizieren. Nachdem man die Teilnahme an der EM-Endrunde 1995 verpasst hatte, war man erstmals bei der Endrunde der Basketball-Europameisterschaft 1997 in Katalonien vertreten. Nach zwei hohen Niederlagen zum Auftakt gegen den Gastgeber Spanien und gegen Deutschland reichte ein Sieg über Kroatien nicht mehr zur Teilnahme an der Zwischenrunde. In der Platzierungsrunde gelang nach zwei Siegen noch ein 13. Platz, so dass das Turnier mit einer positiven Bilanz von drei Siegen gegenüber zwei Niederlagen abgeschlossen wurde. 
Für die folgende EM 1999 verpasste man wie vier Jahre zuvor erneut die Endrundenteilnahme und damit auch die Möglichkeit zur Qualifikation für den Basketballwettbewerb der Olympischen Spiele 2000. Für die EM 2001 gelang zwar die Qualifikation für das Endrundenturnier, doch nach einem Sieg über Frankreich im zweiten Spiel verpasste man im abschließenden Gruppenspiel nach einer hohen Niederlage gegen die israelische Nationalmannschaft, die damit den direkten Vergleich gewann, die Qualifikation für die Zwischenrunde. Ohne Platzierungsrunde bei diesem Turnier in der Türkei wurde die Mannschaft auf dem drittletzten und 14. Platz der Endrunde eingestuft. Bei der folgenden EM-Endrunde 2003 in Schweden blieb man sieglos in drei Gruppenspielen. Da die anderen drei Gruppenletzten ebenfalls sieglos blieben, erfolgte erneut eine Einstufung auf dem drittletzten und 14. Tabellenplatz. Ähnliches ereignete sich bei der EM-Endrunde 2005. Nach einer Auftaktniederlage gegen Russland mit zwölf Punkten Differenz folgten zwei desaströse Niederlagen gegen Deutschland und Italien mit jeweils mehr als 25 Punkten Differenz. Die Ukraine wurde am Ende auf dem 16. und letzten Platz der Endrunde eingestuft. Anschließend gelang zweimal nicht die Qualifikation für die Endrunde der Basketball-Europameisterschaft.
Für die Endrunde der EM 2011 hatte man erneut die Qualifikation verpasst, doch nach Erhöhung der Teilnehmerzahl rutschte man noch in das Teilnehmerfeld der nun 24 Mannschaften. Zwei Siege über Bulgarien und Belgien reichten nicht für die Teilnahme an der Zwischenrunde, da man gegen Georgien mit 16 Punkten Unterschied verlor. Es erfolgte als Gruppenvorletzter eine Einstufung auf dem 17. Platz, obwohl man im zuvor zählenden Vergleichsranking den 13. Platz belegte. Bei der Endrunde der EM 2013 ist man in dem 24 Mannschaften umfassenden Teilnehmerfeld erneut vertreten und kämpft um eine erstmalige Qualifikation für eine globale Endrunde. Bei der folgenden EM-Endrunde 2015 wird man als Gastgeber automatisch qualifiziert sein.

### Bekannte Spieler
Bekannte Spieler, die in der jüngeren Vergangenheit in der Nationalmannschaft spielten, sind:
- Oleksandr Lochmantschuk (* 1973)
- Hryhorij Chyschnjak (1974–2018)
- Witalij Potapenko (* 1975)
- Serhij Lischtschuk (* 1982)
- Steven Burtt (* 1984)
- Oleksij Petscherow (* 1985)
- Kyrylo Fessenko (* 1986)

## Abschneiden bei internationalen Turnieren

### Olympische Sommerspiele
- bisher nicht qualifiziert

### Weltmeisterschaften
- 1950 bis 2010 – nicht qualifiziert
- 2014 – 18. Platz
- 2019 – nicht qualifiziert

### Europameisterschafts-Endrunden
| - 1993 – nicht qualifiziert - 1995 – nicht qualifiziert - 1997 – 13. Platz - 1999 – nicht qualifiziert - 2001 – 14. Platz | - 2003 – 14. Platz - 2005 – 16. Platz - 2007 – nicht qualifiziert - 2009 – nicht qualifiziert - 2011 – 17. Platz | - 2013 – 6. Platz - 2015 – 22. Platz - 2017 – 15. Platz - 2022 – 11. Platz |